# Dawne kasyno oficerskie w Katowicach
Dawne kasyno oficerskie w Katowicach – modernistyczny budynek zaprojektowany przez Leona Dietz d'Arma. Obecnie w budynku znajduje się rektorat ASP w Katowicach. Wzniesiony w 1937 roku na zlecenie urzędu miasta, który przeznaczył na ten cel 300 000 zł. 

## Historia
Kasyno powstało przy budynkach garnizonu przy ul. Koszarowej, zajętych w 1922 roku przez 73. Pułk Piechoty. Kiedy okazało się, że budynki nie są wystarczające dla stacjonującego tam pułku, zespół rozbudowano m.in. o domy dla oficerów, Izbę Chorych i Dom Żołnierza. Wówczas to powstało też kasyno oficerskie. Budynek wzniesiony według projektu Leona Dietz d'Army został oddany do użytku w 1939. Kasyno służyło jako miejsce zebrań i spotkań oficerów, odbywały się w nim też uroczystości z okazji świąt państwowych czy wojskowych.

## Zagospodarowanie budynku po II wojnie światowej
Nieznane jest jego zagospodarowanie podczas niemieckiej okupacji. W 1947 r. ulokowała się tutaj filia wrocławskiej Państwowej Wyższej Szkoły Sztuk Plastycznych, którą w 1952 r. włączono w struktury krakowskiej Akademii Sztuk Pięknych jako jej zamiejscowy Wydział Grafiki Propagandowej i Plakatu. W 2001 r. usamodzielnił się on jako ASP w Katowicach i budynek dawnego kasyna stał siedzibą rektoratu tej uczelni.

## Budowa i plan budynku
Jest to budynek trzykondygnacyjny, dwu bryłowy. Stropy w poszczególnych bryłach są na różnych poziomach, różnice wyrównane są podestami.
Parter – po lewej stronie schodów znajdowały się biblioteka i czytelnia, po prawej kancelaria, za nią sala jadalna, dalej –  połączona z jadalnią –  sala odpraw, która prowadziła bezpośrednio do sali klubowej oraz pokoju wypoczynkowego. W sali klubowej znajdowało się wyjście na ogród.
Pierwsze piętro – sala widowiskowa za sceną, mniejszy salon, cztery pokoje gościnne za wspólną łazienką oraz dwupokojowy apartament z prywatną łazienką.
Drugie piętro – sala gimnastyczna, samodzielny apartament z odrębnym wejściem, kuchnią i pokojem dla służby. 
Komunikacje wewnętrzną zapewniały trzy klatki schodowe: główna i boczna były żelbetowe, natomiast pomocnicza pomiędzy pierwszym i drugim piętrem drewniana. Gmach jest podpiwniczony. Pierwotnie w piwnicy znajdowały się pomieszczenia usługowe: kuchnia, spiżarnie, kotłownia, skład na opał, a także schrony. 